# Otto Scavenius
Otto Christian Jacob Jørgen Brønnum Scavenius, född 10 december 1875 på Basnæs, död 10 september 1945 i Köpenhamn, var en dansk diplomat och politiker. Han var kusin till Harald och Erik Scavenius.
Scavenius blev magister 1897 och assistent i utrikesdepartementet 1899, legationssekreterare 1903 samt envoyé 1909 i Sankt Petersburg och 1912 i Stockholm. Han flyttades 1919 till ledningen för utrikesministeriets politiska departement samt var under tiden 5 april - 5 maj 1920 utrikesminister i Michael Petersen Friis ministär. Han blev därefter ånyo avdelningschef (departementschef) i utrikesministeriet samt 1921 ministeriets direktör, på vilken post han genomförde dess omorganisation. Han avgick i oktober 1922 och blev 1924 direktör i Det Store Nordiske Telegraf-Selskab. Scavenius blev kommendör med stora korset av Nordstjärneorden 1912.

## Utmärkelser
- Riddare av Dannebrogorden,  1907[3]
- Dannebrogsmännens hederstecken,  1912[3]
- Kommendör av Dannebrogorden,  1917[3]
- Kommendör av första graden av Dannebrogorden,  1930[3]

[Redigera Wikidata]